# Hôrka
Hôrka és un poble i municipi d'Eslovàquia. Es troba a la regió de Prešov, al nord del país.

## Història
La primera referència escrita de la vila data del 1311.

## Demografia
| Godina             | 1994 | 2004    | 2014    | 2024    |
| ------------------ | ---- | ------- | ------- | ------- |
| Nombre de persones | 1254 | 1557    | 1884    | 2155    |
| Diferència         |      | +24,16% | +21,00% | +14,38% |

| Godina             | 2023 | 2024   |
| ------------------ | ---- | ------ |
| Nombre de persones | 2158 | 2155   |
| Diferència         |      | −0,13% |